# Poa ursina
Poa ursina — вид однодольних квіткових рослин з родини злакових (Poaceae).

## Опис

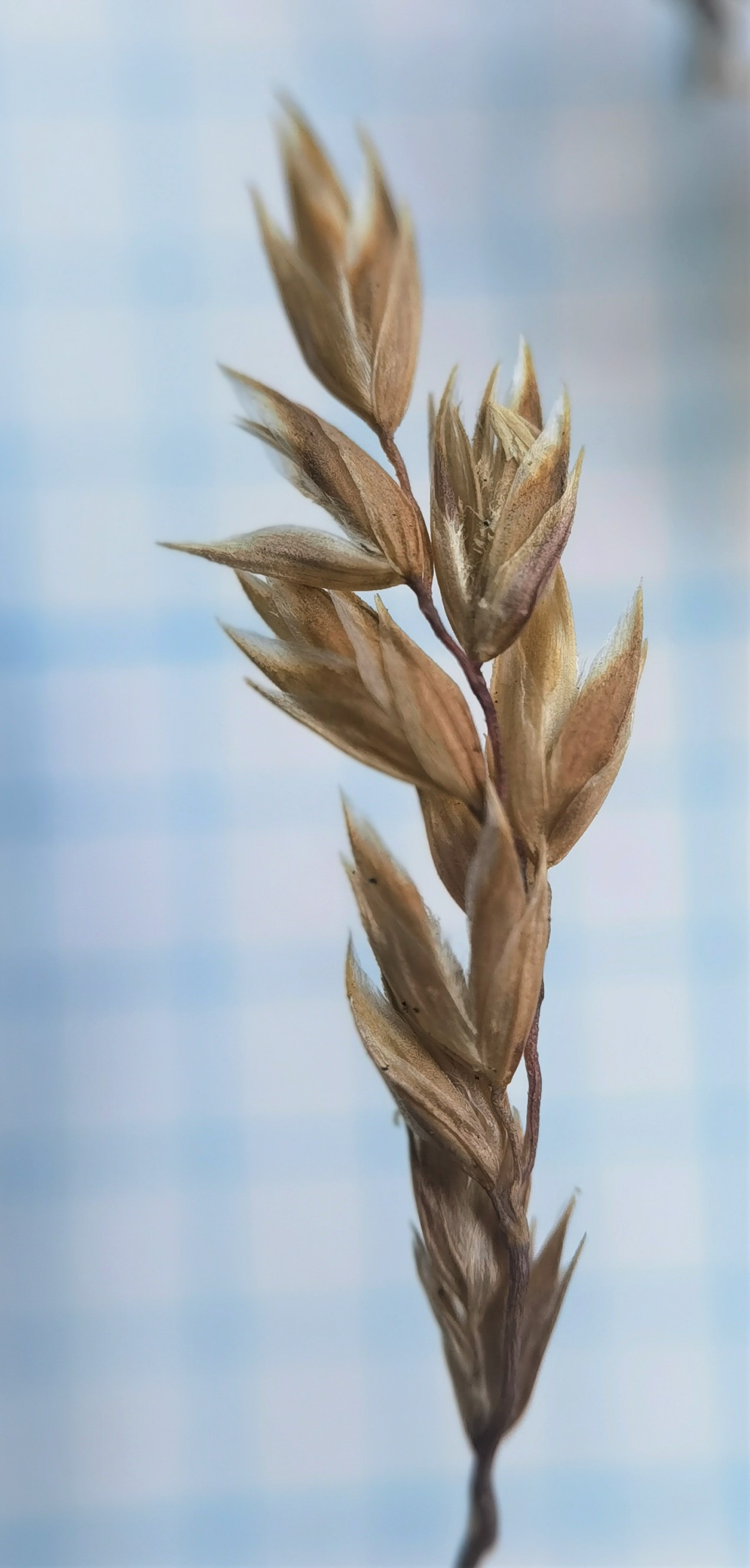
колосок

Це яскраво-зелений тонкий трав'янистий багаторічник з тонкими членистими столонами. Прикореневі листки плоскі, вузьколінійні й голі, як і вся рослина. Верхні листки лінійні, загострені, сплюснуті, у кілька разів коротші за листкові піхви. Язички досить довгі, розділені. Стебла тонкі, ниткоподібні, до 50 сантиметрів (5–50 см) заввишки, з пониклою волоттю.

## Розповсюдження
Вид росте у південно-східній Європі (Румунія, Україна, Албанія, Болгарія, Греція, колишня Югославія).
Синоніми:
- Poa custurae Nyár.
- Poa media Schur
- Poa transsilvanica Schur

В Україні вид росте на скелях та галявинах у субальпійському поясі східної частини Карпат, лише на хр. Мармарош (гори Зебран, Піп Іван).

## Екологія
Це напівкриптофіт, який пристосований до прохолодних і снігових місць у високих горах. Вид населяє ґрунти, сформовані морозом і сформовані перигляціальними процесами. Ґрунти на їх ділянках у Карпатах кислі, навіть на вапняних підґрунтях. У Карпатах Poa ursina забезпечує поживний пасовищний корм худобі, який, однак, деградує до Nardetum після інтенсивного випасу.